# Мавзолей Теодоріха
Мавзоле́й Теодо́ріха Вели́кого (італ. Mausoleo di Teodorico) — мавзолей у передмісті Равенни, що його король остготів Теодоріх збудував 520 року для своєї майбутньої могили. Єдина вціліла пам'ятка готського зодчества і єдина збережена гробниця варварського монарха.
1996 року мавзолей у складі ранньохристиянських пам'яток Равенни було включено до об'єктів Світової спадщини ЮНЕСКО. Натепер має статус музею.

## Історія
Поставлений за наказом короля Теодоріха поза межами Равенни, де розташовувалось кладовище готів. Тепер це в середмісті Равенни, в 1,5 км на північний схід від головного майдану міста — Пьяцца дель Пополо. Можливо задумувався як елемент ансамблю, не реалізованого через смерть Теодоріха 526 року.  
У візантійські часи він використовувався як церква, присвячена Богородиці під назвою Санта-Марія ед Фарум, з огляду на близьке розташування до порту з маяком. Адаптований з давньої ванни з червоного порфіру саркофаг готського володаря нині пустує. Наближеність струмка спричинила підмивання фундаментів, що потребувало в XIX столітті втручання реставраторів.

## Архітектура

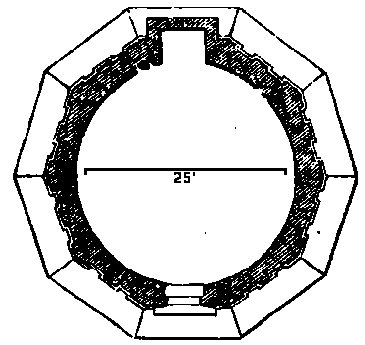
План мавзолею (другий ярус)

Монументальна двоярусна центрична споруда мавзолею складена з добре обтесаних блоків істрійського вапняку без розчину. Долішній ярус має десять граней, виділених нішами з напівкруглими арками.  В одній з ніш розташований вхід до мавзолею. Внутрішнє приміщення яруса збудоване у формі хреста. Світло потрапляє до середини крізь шість невеликих вікон, розміщених по периметру. Діаметр нижнього ярусу — 13,5 м. Горішній ярус — круглий, меншого діаметру, отже над нижнім утворюється зовнішній обхід завширшки 1,2 м. Верх периметру другого ярусу прикрашений фризом.
На масивні стіни горішнього ярусу покладена «кришка» — десятиметровий у діаметрі моноліт у вигляді плескатого купола, витесаного з цільного 300-тонного каменя, можливо, наслідуючи шатра германців. Оскільки можливості підняти таку важку плиту готи не мали, мавзолей був засипаний землею по самий верх, відтак купол шляхом втягування помістили на місце, а землю видалили.
На горішньому поверсі міститься саркофаг Теодоріха, а долішній імовірно призначався для поховання членів його родини або був каплицею для заупокійних богослужінь.
Монолітний купол прикрашений дванадцятьма кам'яними «скобами», котрі імовірно несуть не тільки декоративну функцію, але й використовувались для транспортування і встановлення купола. На торці «скоб» вирізані імена дванадцяти апостолів. Під куполом видно сліди мозаїчного хреста, що колись осіняв горішній ярус.